# Astrid Paludan-Müller
Astrid Paludan-Müller, född 18 augusti 1873 i Köpenhamn, död 30 mars 1930, var en dansk författare och kvinnosakspolitiker.
Astrid Paludan-Müller arbetade som bokhållare från 1912 till sin död 1930. Hon var medlem i Kvindernes Handels- og Kontoristforening, där hon var en av pionjärmedlemmarna. Hon deltog 1904 i 2nd Conference of the International Woman Suffrage Alliance och bildandet av International Woman Suffrage Alliance (IWSA). Hon var ordförande i Danske Kvinders Nationalråd (DKN) mellan 1909 och 1913. Hon utvidgade DKN betydligt i medlemsantal och lokalföreningar.
Astrid Paludan-Müller skrev populärhistoria och utgav 1923 Generalmajor Classen 1725-1792.